# لافاييت (كولورادو)
لافاييت (بالإنجليزية: Lafayette, Colorado)‏ هي مدينة تقع في مقاطعة بولدر بولاية كولورادو في الولايات المتحدة. تأسست عام 1888، تبلغ مساحتها 24.9 (كم²)، وترتفع عن سطح البحر 1588 م، بلغ عدد سكانها 24453 نسمة في عام 2010 حسب إحصاء مكتب تعداد الولايات المتحدة وتصل الكثافة السكانية فيها 997.8 نسمة/كم2.

## أعلام
- ديفون بيتزيل
- إدي كرودر